# الذراع (حرض)

تعديل مصدري - تعديل

الذراع هي إحدى قرى عزلة العتنة بمديرية حرض التابعة لمحافظة حجة، بلغ تعداد سكانها 407 نسمة حسب تعداد اليمن لعام 2004.